# المبدأ (صحيفة)
المبدأ هي صحيفة يومية شيوعية صدرت باللغة العربية من العاصمة بغداد بالعراق.

## التأسيس
تأسست صحيفة المبدأ على يد السياسي العراقي داود الصايغ بعدما انشق عن الحزب الشيوعي العراقي الرئيسي، والذي لم يكن قانونيا، ليؤسس بشكل قانوني الحزب الشيوعي العراقي، وكانت صحيفة المبدأ بمثابة الصحيفة الناطقة رسميا باسم الحزب. صدرت الصحيفة لأول مرة في 21 (تشرين الثاني) نوفمبر 1959، وحاول داود الصايغ من خلالها دعوة اليساريين العراقيين للانضمام إلى جزبه الجديد، ولكنه لم يتمكن سوى من اجتذاب القليل من أعضاء الحزب الشيوعي العراقي الرئيسي إلى حزبه. ويُعتقد أن صحيفة المبدأ كانت مدعومة من حكومة عبد الكريم قاسم، حيث ذكرت صحيفة نويه تسوريشر تسايتونغ السويسرية أن داود الصايغ حصل على قرض مالي كبير من الحكومة العراقية لغرض تأسيس الصحيفة. وعلى الرغم من ذلك، فقد أغلقت الصحيفة في نوفمبر (تشرين الثاني) 1960 بعدما قدم اثنين من أبرز كتابها، وهم كاظم شاوي وعبد الأمير حسون الحداد، استقالتهما من حزب داود الصايغ في مطلع عام 1960. أعيد إصدار الصحيفة مرة أخرى كصحيفة أسبوعية في 4 فبراير (شباط) 1961، وذكرت الصحيفة آنذاك أن توقف نشرها منذ نوفمبر (تشرين الثاني) 1960 كان يعود لأسباب مالية، كما أن الصحيفة عوملت بعداء شديد من قطاعات يسارية أخرى، وأن قرائها تعرضوا للهجوم بشكل متكرر في الأماكن العامة.
وبحلول عامها الثاني، كان قد صدر من صحيفة المبدأ اثنان وعشرون عددًًا فقط. وفي 25 نوفمبر (تشرين الثاني) 1961 صدر من الصحيفة عدد خاص بمناسبة إحياء ذكرى تأسيس الصحيفة، وانتقدت الصحيفة في هذا العدد عدم رغبة أتباع الحزب الشيوعي العراقي الأصلي في الانضمام إلى صفوف الحزب الشيوعي العراقي القانوني الذي أسسه داوود الصايغ.
- قائمة الصحف في العراق